# Prințul Axel al Danemarcei
Axel Christian Georg, Prinț al Danemarcei și Islandei (daneză Prins Axel Christian Georg til Danmark og Island; 12 august 1888 - 14 iulie 1964) a fost prinț danez și islandez, nepot al regelui Christian al IX-lea al Danemarcei și văr primar cu regele Christian al X-lea al Danemarcei, regele Haakon al VII-lea al Norvegiei, regele Constantin I al Greciei, regele George al V-lea al Regatului Unit, împăratul Nicolae al II-lea al Rusiei și Ernest Augustus al III-lea, Duce de Brunswick. Prințul Axel a fost un popular patron al sporturilor. A fost un membru proeminent al Comitetului Internațional Olimpic și ofițer al marinei regale daneze.